# Zdzisław Pyzik
Zdzisław Pyzik (ur. 11 kwietnia 1917 w Grudnej Kępskiej, zm. 9 grudnia 2000 w Katowicach) – polski poeta i autor piosenek, społecznik, prezes katowickiego oddziału Polskiego Związku Chórów i Orkiestr. 

## Życiorys
Był synem dyrektora szkoły siedmioklasowej w Leszczynach na Śląsku. Miał pięcioro rodzeństwa. Debiutował  w 1931, jako uczeń rybnickiego gimnazjum wierszem zamieszczonym w szkolnym pisemku. Trzy lata później zadebiutował na szerszych łamach, w warszawskiej „Kuźni Młodych”. Był też redaktorem rybnickiego miesięcznika „Zew Młodzieży”. Po maturze złożonej 4 maja 1936 w Rybniku, ukończył podchorążówkę w Cieszynie, tu wykładał – najpierw w Szkole Pracy Społecznej, potem w Szkole Dokształcającej. Od października 1938 r., studiował polonistykę na Uniwersytecie Jagiellońskim. W tym okresie zetknął się z przyszłym papieżem Karolem Wojtyłą, również poetą, do którego wierszy napisał recenzje. 
Uczestniczył w kampanii wrześniowej. Był żołnierzem AK w stopniu podporucznika. Po wojnie osiedlił się w Katowicach. Tworzył teksty piosenek dla Zespołu Pieśni i Tańca „Śląsk” oraz dla teatrów dramatycznych i lalkowych Katowic, Sosnowca, Łodzi, Tarnowa. Był autorem słuchowisk radiowych, reportaży, przygotowywał audycje słowno-muzyczne, programy rozrywkowe realizowane dla radia i telewizji. Napisał takie popularne piosenki jak "Starzyk", "Od Siewierza jechał wóz", czy  pieśń "Karliku, Karliku" w której uwiecznił swój ukochany Rybnik.
W 2005 roku został pośmiertnie laureatem Nagrody im. Wojciecha Korfantego.
W październiku 2018 r. na rynku w Siewierzu ustawiono ławeczkę, na której Zdzisław Pyzik siedzi w towarzystwie Stanisława Hadyny (dyrektora Zespołu Pieśni i Tańca „Śląsk”).